# Sean Goss
Sean Richard Goss là cầu thủ bóng đá người Anh gốc Đức đang thi đấu cho Shrewsbury Town ở vị trí tiền vệ trung tâm. Ngoài ra, anh có thể chơi ở vị trí tiền vệ và hậu vệ cánh trái.
Goss đã dành cả sự nghiệp tuổi trẻ của mình tại Exeter City và Manchester United. Anh rời United vào tháng 1 năm 2017 để chuyển sang khoác áo Queens Park Rangers. Sau khi ra sân 7 lần cho câu lạc bộ và được cho mượn ở Scotland tại Rangers và St Johnstone, anh gia nhập Shrewsbury Town vào tháng 8 năm 2019.